# Минерални бани
Минерални бани, неофициално Хасковски минерални бани, е село в Южна България, Хасковска област, административен център на община Минерални бани.

## География
Село Минерални бани е разположено по северните склонове на Източните Родопи, в подножието на рида Мечковец от запад.

## Забележителности
Връх Мечковец е висок 860 м. Югозападно от Мечковец е Иримийски връх, висок 724 м. На юг от Мечковец е Калоянов връх. В миналото Мечковец е носел името Айдаа (Меча планина).
Ако се тръгне от с. Минерални бани за вр. Мечковец, пътят минава през Аврамов камък в местността „Шарапаните“. Отдясно се виждат Ушестата чука и хълмът Гарваница. Отстрани на този хълм има скални маси, които приличат на заешки уши. Зад него са Голямото градище (557 м надморска височина) и Малкото градище (472 м н.в.). До алпийския заслон има чешма, над която се виждат интересни скали, наречени Сфинкса и Сляпото куче. Заслонът някога е бил параклис. На запад е местността Пожарището с известната Момина скала. След тази местност се намира кладенецът Танти бунар – творение на природата в скалния масив. Непосредствено до скалата се издига връх Калето (757 м н.в.), на който има останки от тракийска крепост. На запад от село Горно Брястово се намират връх Света гора – 533 м, и връх Чала – 782 м.
За връх Мечковец може да се тръгне и от село Горно Брястово, като се минава покрай големия дъб, Камения кладенец, местностите Караджовица и Мараница. Продължавайки към връх Мечковец, се преминава през Мандра чешма и Дилянкина чешма.
В южната част на рида Мечковец се намира интересно скално образувание. То прилича на средновековен замък със здрави и стабилни кули. Там има останки от тракийско селище. На съседните скали се виждат трапецовидни култови ниши. Най-ярко се очертава скалата Заека. Други скали могат да бъдат оприличени на орел, куче и на човешки фигури.
При изкачването на в. Мечковец се разкрива огромна панорама – контурите на Хасково и Димитровград. На юг е язовир „Тракиец“. Над язовира се очертава верига от Източните Родопи. На склон срещу село Тракиец, близо до язовира се вижда куполът на текето, строено през 1478 г. То е гробница (мавзолей) на Осман баба, който е бил водач на Джемаат (духовна мюсюлманска секта).
Южно от връх Мечковец са Черната скала и връх Купена, на който като шапка стои скалата Калпак кая. На половин час път от връх Купена е Пробитият камък, а северно от него са Шилата – скали, чиито ръбове се издигат над околния горист терен.
През 1950-те и 1970-те години са направени масови залесявания с черен и бял бор, които на това място се развиват добре. Горите в района на Минерални бани са голямо богатство и определят екологията на района, като го предпазват от порои. Но с годините отстъпват пред нашествието на хората и се превръщат в ниви и пасища.
В района на Минерални бани са запазени останките на античната и средновековна крепост „Свети Дух“ от II – XIV в.
Там е и Ангелов камък, откъдето войводата Ангел Кариотов е защитил българското население с прочутата си точност в стрелбата и вяра в справедливостта.

## Туризъм
Минерални бани е очарователно място, известно с лечебните си минерални води и богат избор от туристически атракции. 

### Културно-исторически паметници
На страницата са изброени следните културно-исторически паметници в община Минерални бани:
- Римска крепост „Свети дух”
- „Богородична стъпка” или „Стъпката”
- „Шарапаните”
- Тракийски култов комплекс „Хасара”
- Крепост „Калето” в с. Сърница
- Природна забележителност „Орлови скали”
- Крепост на вр. Купена

### Религиозни паметници
На страницата са изброени няколко религиозни паметника в община Минерални бани, включително църкви и джамии в различни села, като например село Минерални бани, село Колец, село Сусам, село Караманци, село Сърница и село Боян Ботево. Тези места представляват важни културни и религиозни центрове за местните общности и са част от богатото културно-историческо наследство на региона.
В селото има три православни храма, които са част от Хасковска духовна околия към Пловдивска епархия на Българската православна църква:
- черква „Свети Георги“ - храмът е построен през 2006 година[3];
- параклис „Свети цар Борис“ - осветен е през 2017 година от Пловдивски митрополит Николай[4];
- параклис „Свети Дух“  - осветен е през 2018 година[5].

### Екопътеки
На територията на община Минерални бани са разположени няколко екопътеки, предлагащи уникални природни преживявания и забележителности. Сред тях са "Минерални бани - Айкаас", "Сърница – Купена – Орлови скали", "Айкаас – Градището – Сърница", "Боян Ботево – Улу дере – Орлови скали", "с. Минерални бани – м. Г.градище – вр.Гарваница", "Сърница – Петте чучура – Ангел Войвода" и "Брястово - Узун дере - Орлови скали". Тези пътеки предлагат възможност за разходки сред природата, като разкриват красивите гледки и богатата история на региона.